# Изстрел (филм)
Вижте пояснителната страница за други значения на Изстрел.
Изстрел (на македонска литературна норма: „Истрел“) е игрален филм от Социалистическа Република Македония от 1972 година.
Режисьор на филма е Бранко Гапо, а сценарист Димитър Солев. Главните роли се изпълняват от Неда Арнерич (Вера), Петър Арсовски (Игор), Слободан Димитриевич (Емануил Мачков), Емил Рубен (Дане), Владимир Светиев (Доне Петрушевски), Майда Тушар (Ангя), Кирил Кьортошев (Иван) и Ристо Шишков (Никола Петков). Второстепенните роли са на Ацо Стефановски, Благоя Спиркоски - Джумерко, Дарко Дамевски, Димитър Гешовски, Драги Костовски, Драгомир Фелба, Георги Колозов, Йован Исая - Йон, Кирил Кьортошев, Киро Попов, Мите Грозданов, Ненад Милосавлевич, Никола Автовски, Панче Васовски - Камшик, Шишман Ангеловски, Тома Видов.
Филмът започва с футболен мач между Левски (София) и Македония (Скопие). Действието се развива в края на 1941 година, по време на българското управление във Вардарска Македония през Втората световна война. Постепенно силата на комунистическата съпротива във Вардарска Македония нараства, като е създаден Скопският народоосвободителен партизански отряд. Главното действие във филма се развива около предателството от страна на Мане Мачков и последвалото му убийство от партизани в Скопие.